# Tunel lásky
Tunel lásky je část průmyslové železnice na Ukrajině spojující sídla městského typu Klevaň a Orživ. Jde o turisticky vyhledávané místo, které ve světě nemá téměř obdoby (podobná atrakce se nachází v Rumunsku a Číně, kde byla podobná atrakce otevřena v roce 2017).
Jedná se o stromový tunel v lese vytvořený pohybem vlaků z/do dřevozpracujícího závodu v Orživu. Cestou lesem sráží větve stromů a keřů. Výsledkem je vytvoření husté chodby přesně klenutého tvaru. Nejedná se tedy o zázrak přírody, ale o důsledek technogenního vlivu vlaku. Stromy byly blízko trati sázeny z vojenských důvodů, aby přeprava materiálu byla provedena efektivně, v době vzniku fungovala v Orživu tajná vojenská základna. Dnes tudy vlak stále jezdí a to třikrát denně kvůli dopravě do závodu v Orživu.
Díky úspěšnému marketingu je tunel poutním místem pro turisty a milenecké páry. Existují různé legendy o tunelu a jeho vlastnostech, jedna z nich říká, že pokud zamilovaný pár projde celým tunelem a bude si něco přát, přání se jim splní. Láska k partnerovi ovšem musí být upřímná.

## Galerie

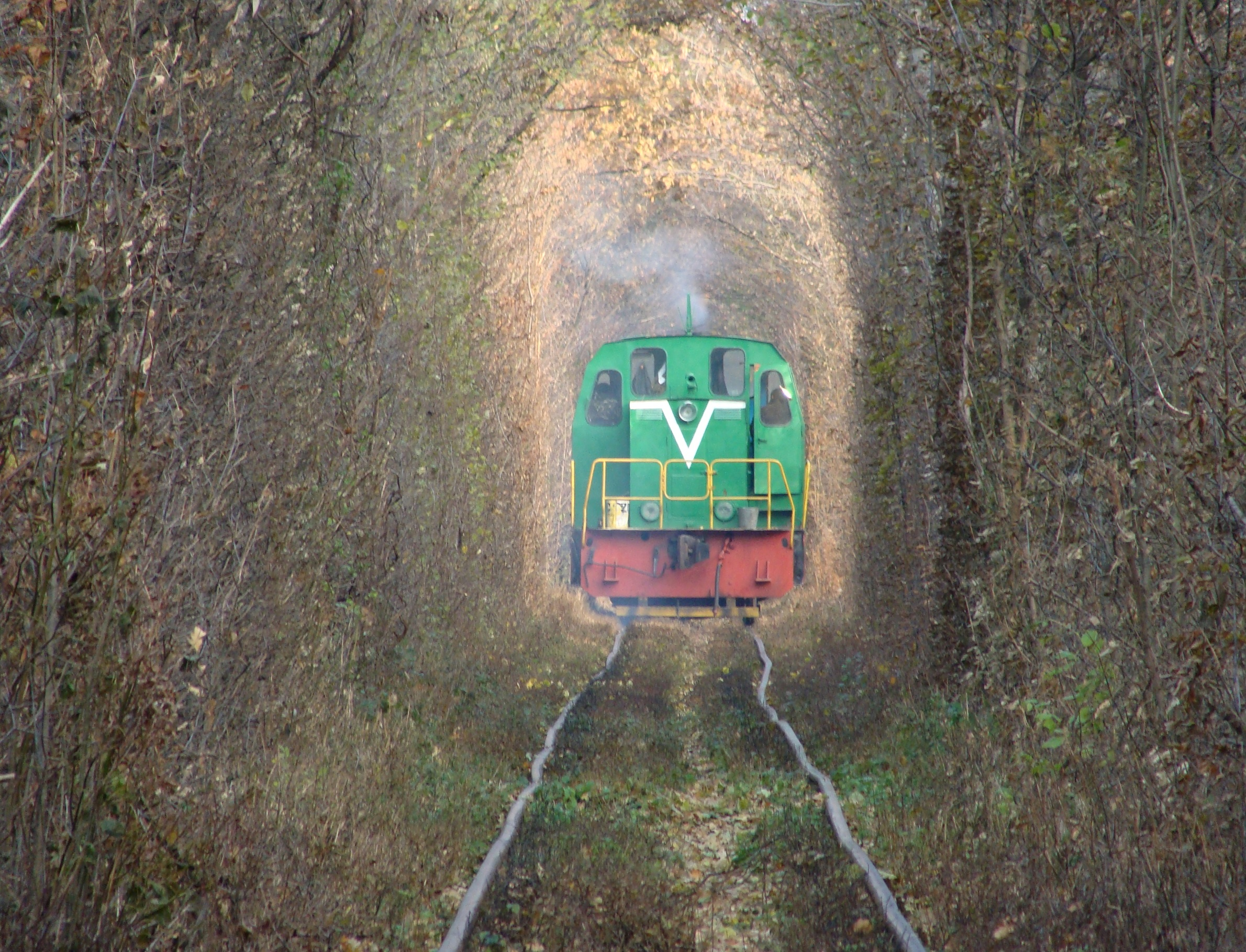
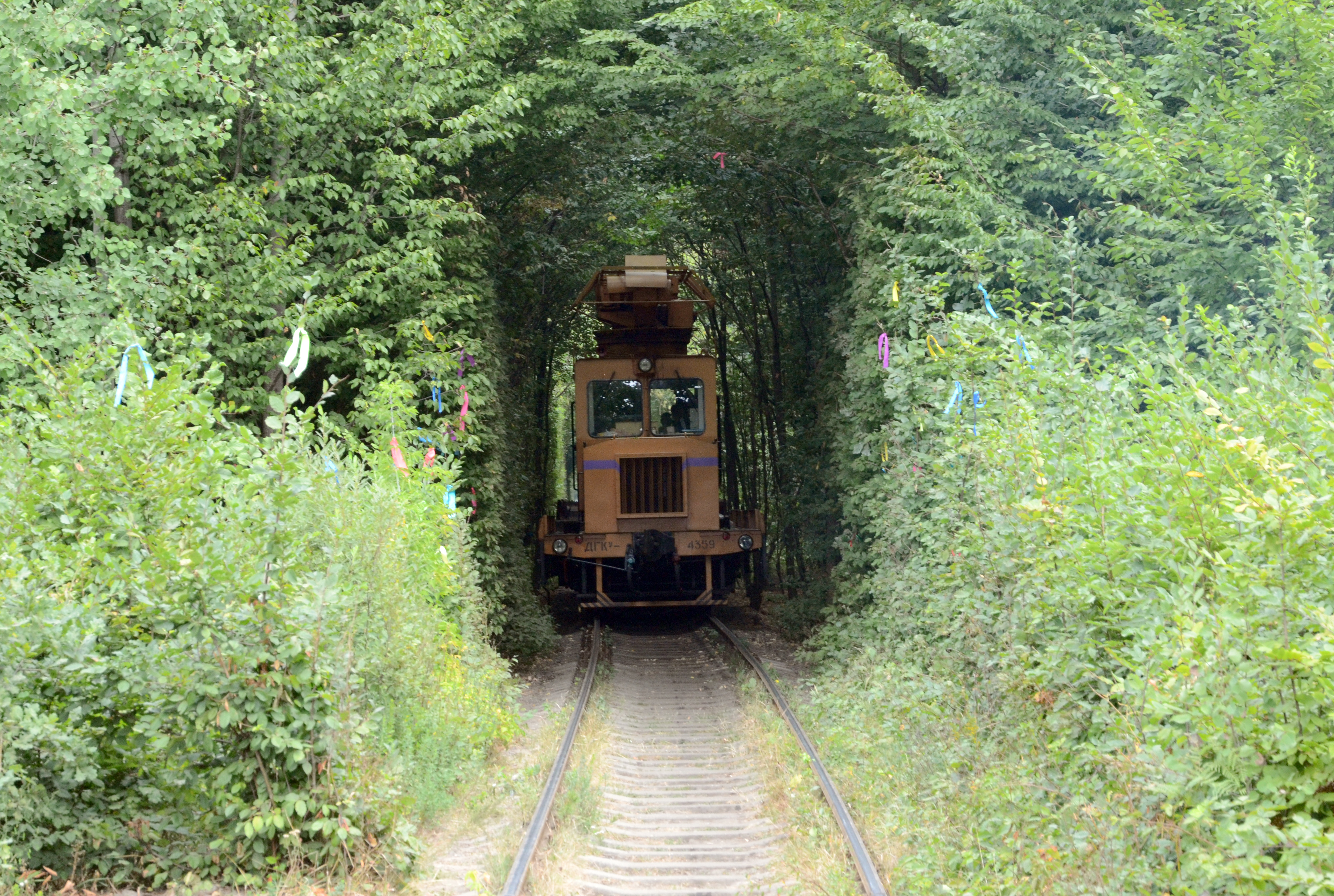
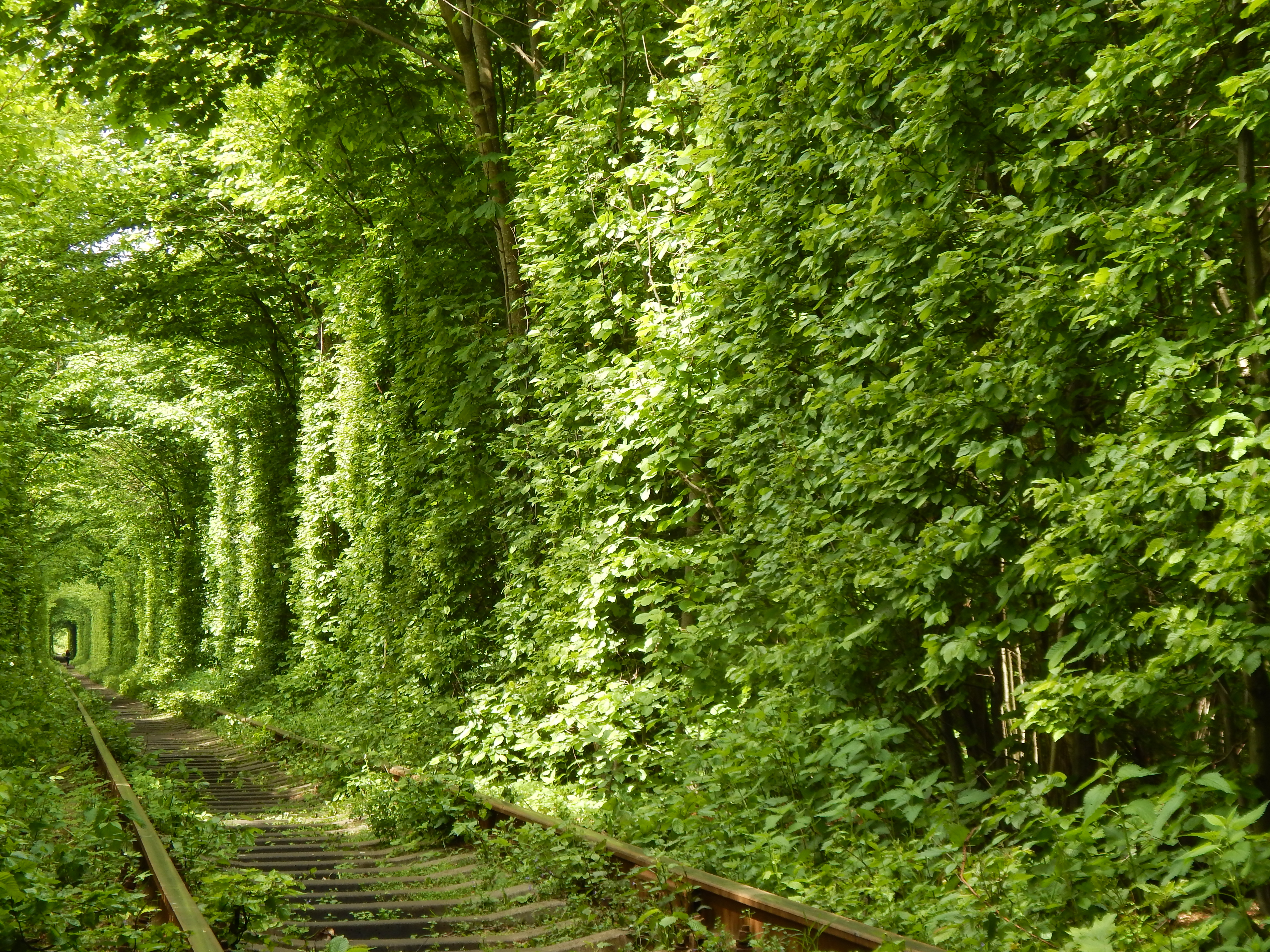
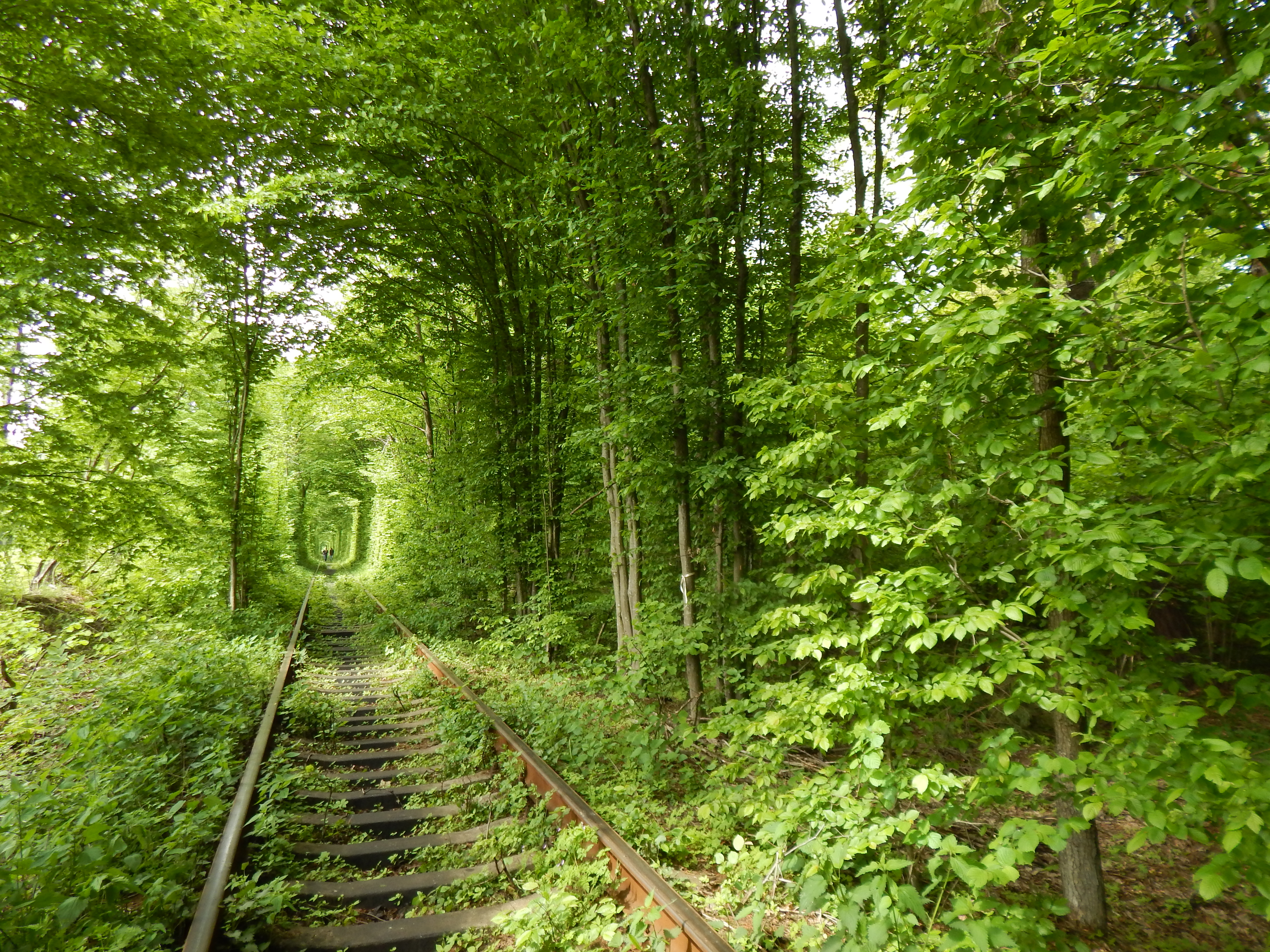
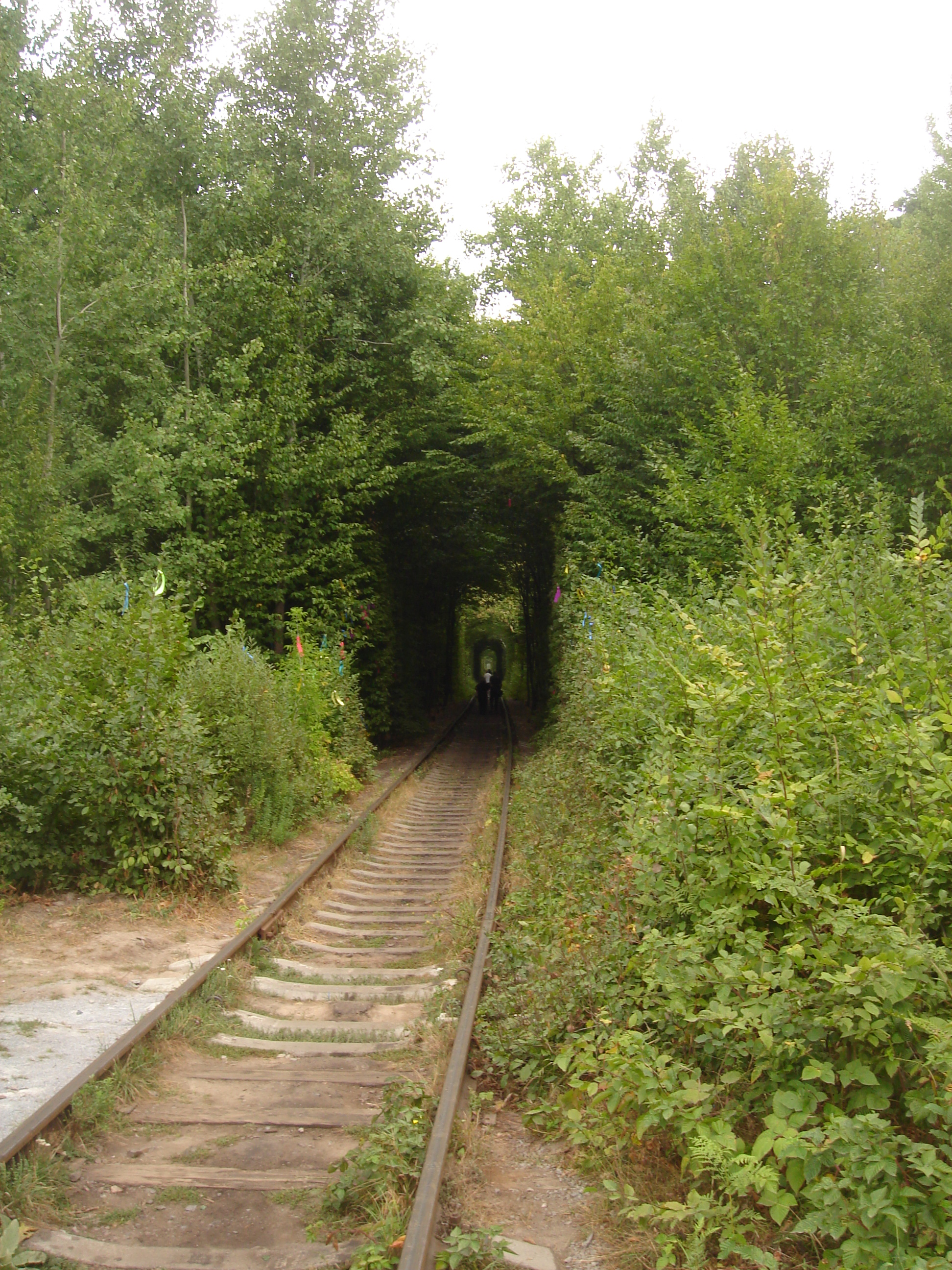
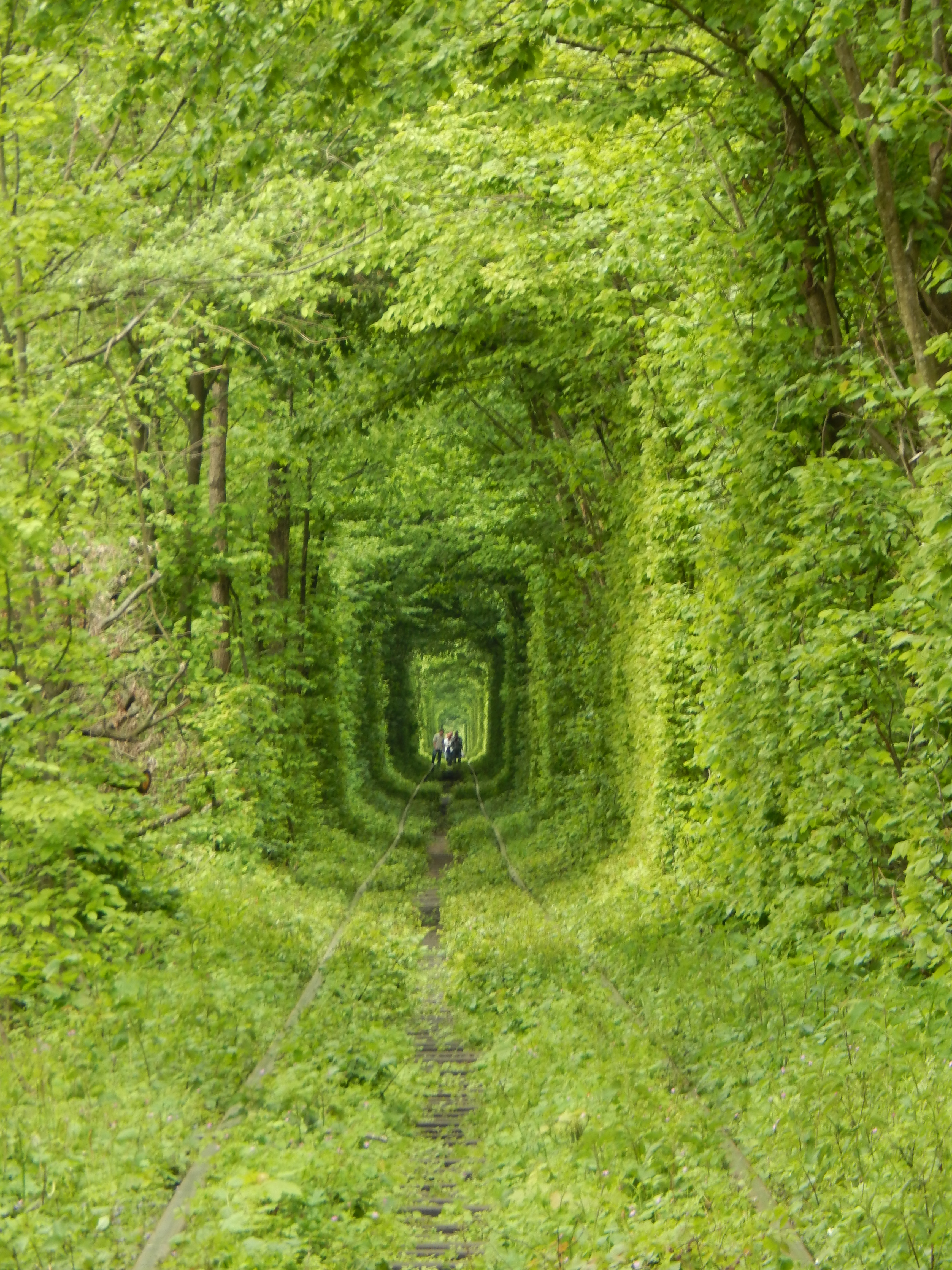